# Pipet

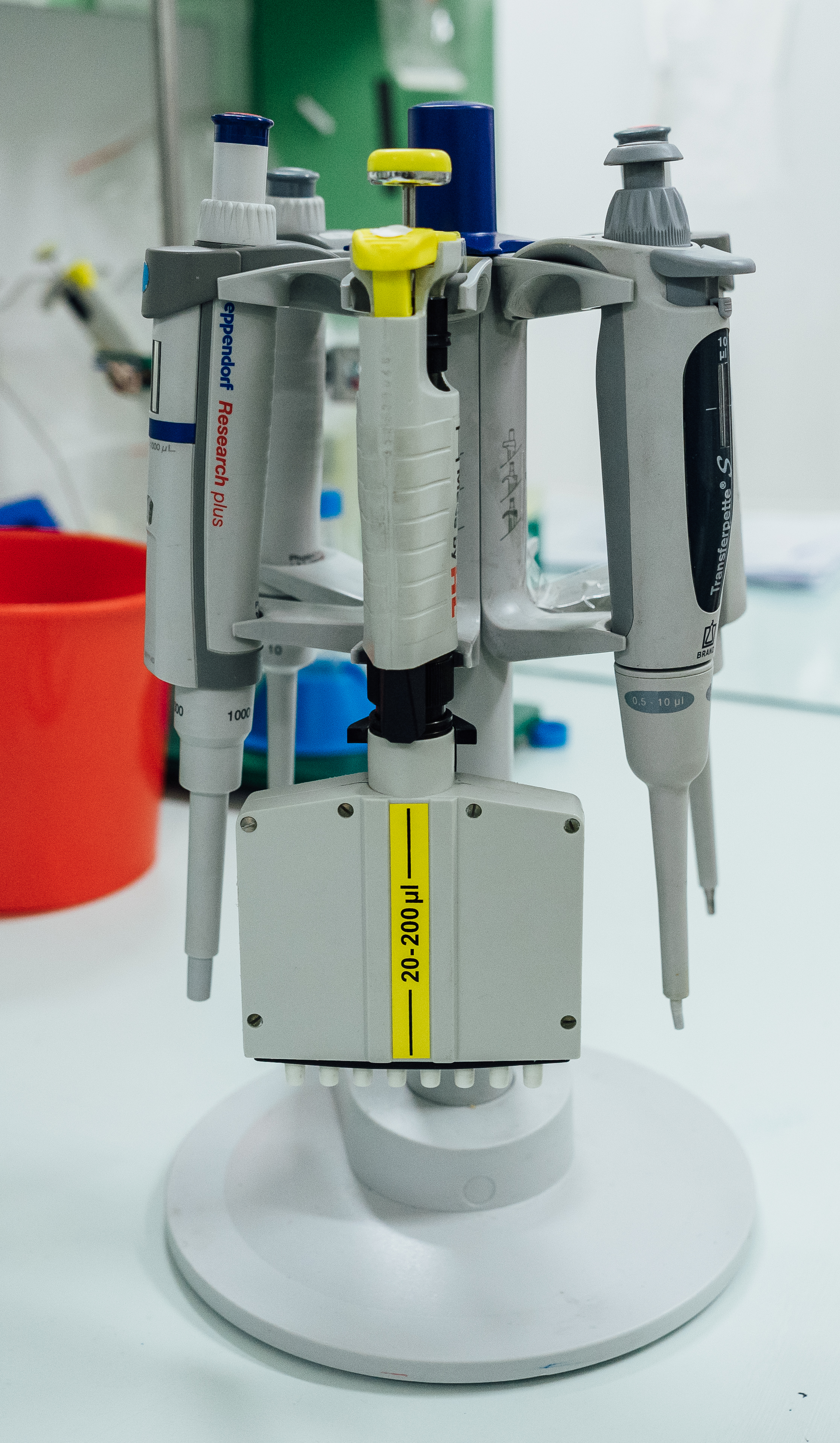
Een draairek met verschillende laboratoriumpipetten

Een pipet is een technisch hulpmiddel dat gebruikt wordt om een (precieze) hoeveelheid vloeistof op te zuigen en over te brengen. Een pipet is in de meeste gevallen gemaakt van glas of kunststof. Pipetten worden veel gebruikt in de scheikunde, moleculaire biologie en geneeskunde, in medische centra en onderzoeksinstellingen.
De werking van de meeste pipetten berust op het principe dat er een vacuüm wordt gecreëerd. Eerst door het volume van de pipet (of de pipetballon) te verkleinen, waarbij de lucht uit de pipet wordt geblazen. Vervolgens wordt de pipet in een vloeistof gestoken, en het interne volume binnen de pipet langzaam weer vergroot tot aan de oorspronkelijke waarde. Door deze vergroting van het volume ontstaat een zuigmechanisme, waarbij een specifieke hoeveelheid vloeistof door de pipetpunt naar binnen wordt gezogen die gelijkstaat aan de verloren hoeveelheid lucht. Door het volume vervolgens weer te verkleinen wordt de vloeistof uit de pipet gedrukt.

## Microliterpipet

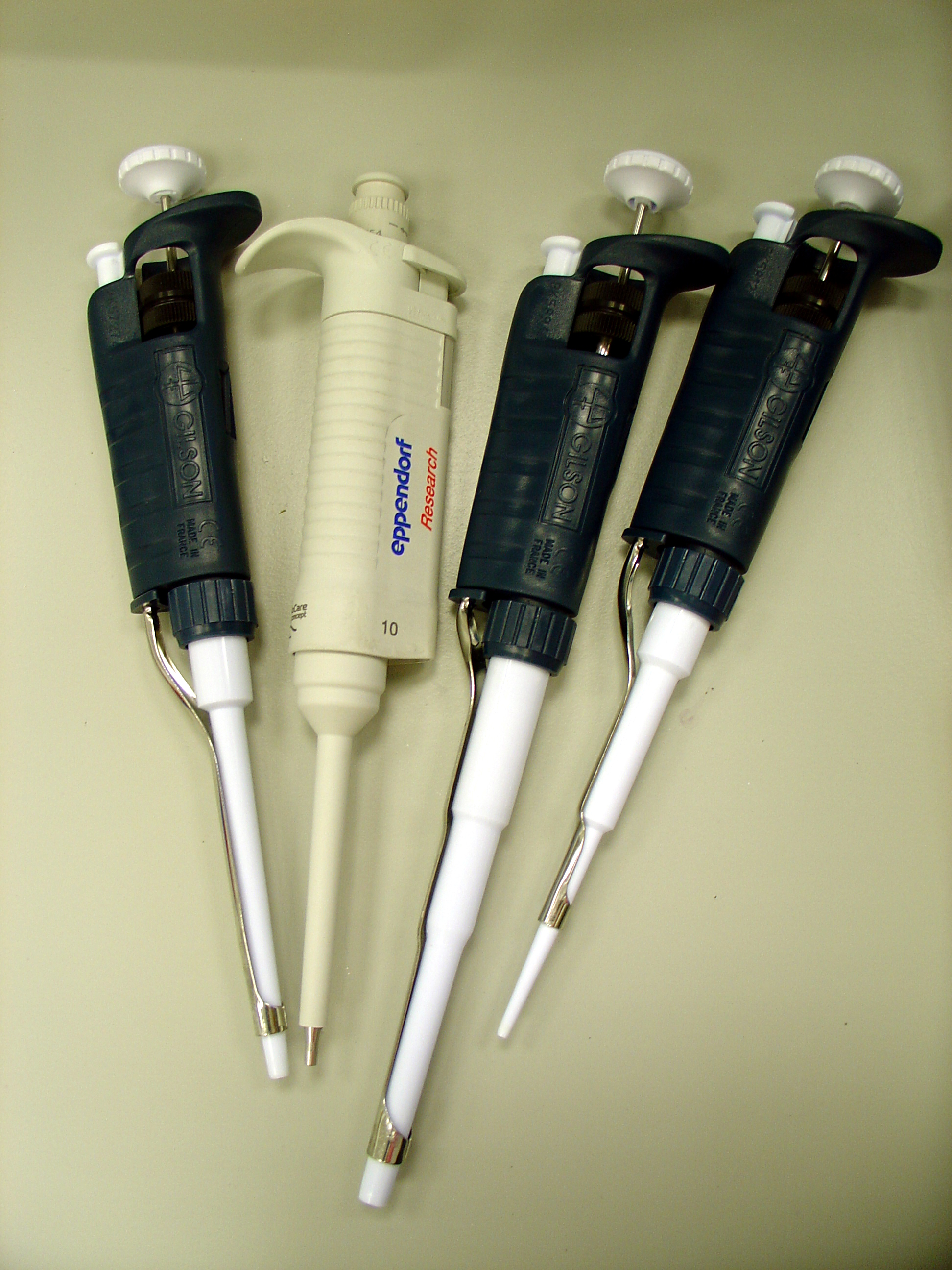
Verschillende micropipetten, met elk een eigen volumebereik

Het is bij microliterpipetten mogelijk variabele volumes in te stellen, van microliters (µL) tot milliliters (mL). De pipetten zijn vaak vervaardigd uit verschillende soorten kunststof en zijn voorzien van een afneembare pipetpunt. Deze pipetpunten zijn gemaakt van materiaal dat uiterst waterafstotend is, zodat er geen vloeistof in de punten blijft zitten. De pipetpunten van kunststof volumepipetten zijn er in verschillende maten die elk bedoeld zijn voor een beperkt volumebereik. 
De werking van de pipet is gebaseerd op de luchtdicht afsluitende cilindrische zuiger die zich in de pipet bevindt.  Door het drukken op de bovenkant van de pipet wordt de cilindrische zuiger over een bepaalde afstand verplaatst. De luchtverplaatsing die de verplaatsing van de zuiger teweegbrengt zorgt ervoor er vloeistof kan worden opgezogen en kan worden uitgestoten.
Er zijn twee soorten microliterpipetten: air-displacement-pipetten en positive-displacement-pipetten.

### Air-displacementpipet
Een air-displacementpipet is een micropipet met een verstelbare zuiger en een losse tip. De tip hoeft dus alleen vervangen te worden wanneer men met andere stoffen gaat werken en  de air-displacementpipetten zijn in te stellen op verschillende volumes op microliterschaal. De pipetten kunnen verschillende minimum- en maximumwaardes hebben. Veelvoorkomende pipetten zijn pipetten voor de volumes van 2–20 µL, 20–200 µL en 100–1000 µL. Voor deze verschillende volumepipetten zijn verschillende maten tips verkrijgbaar. 

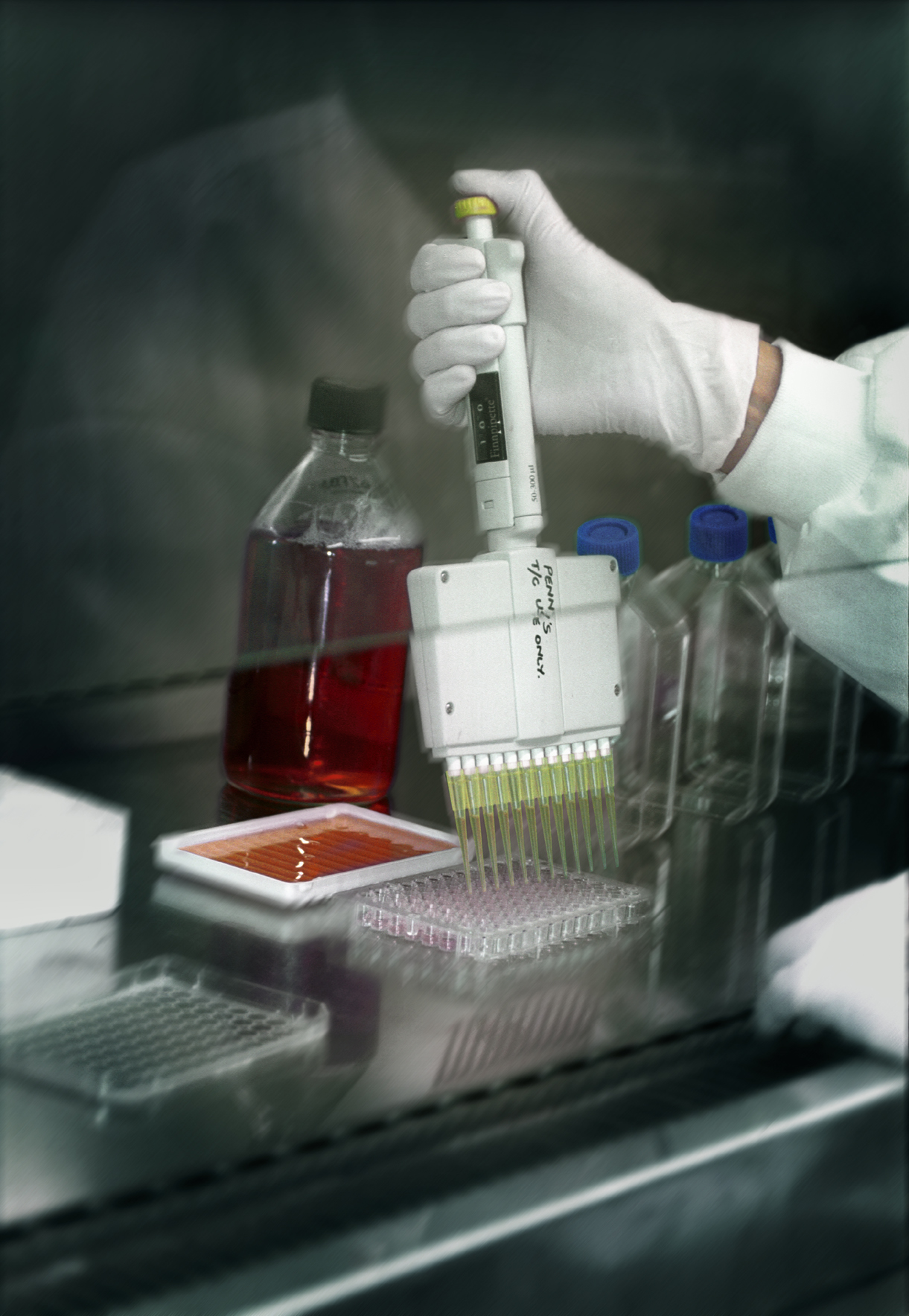
Een onderzoeker maakt gebruik van een multichannel-pipet voor lange pipetteerreeksen

Air-displacementpipetten werken als volgt: de zuiger kan worden ingesteld op een bepaalde hoeveelheid vloeistof die dan moet worden opgezogen. Vervolgens wordt er een hoeveelheid lucht die exact zo groot is als de gewenste hoeveelheid op te zuigen vloeistof, uit de pipet geblazen. Door de knop langzaam los te laten, gaat de pipet weer naar zijn originele positie. Hierdoor ontstaat een gedeeltelijk vacuüm, waardoor exact dezelfde hoeveelheid vloeistof de pipet binnengezogen wordt. Door de knop vervolgens weer volledig in te drukken, leegt de air-displacementpipet zich weer. 
Hoewel alle air-displacementpipetten volgens hetzelfde basismechanisme werken, zijn er veel onderlinge verschillen. Er wordt bijvoorbeeld onderscheid gemaakt tussen:
- verstelbaar en onverstelbaar (met een vast volume)
- met één kanaal of met meerdere kanalen (multichannel, gebruikelijk bij lange pipetteerreeksen)
- handmatig of elektronisch

### Positive-displacementpipet
Positive-displacementpipetten lijken sterk op air-displacementpipetten en worden gebruikt voor vluchtige of viskeuze substanties (zoals DNA) of om vervuiling tegen te gaan. Het grootste verschil met de air-displacementpipet is dat de vervangbare pipetpunt nu een zeer kleine injectiespuit is, bestaande uit een zuiger die de vloeistof meteen vervangt.

## Volumepipet

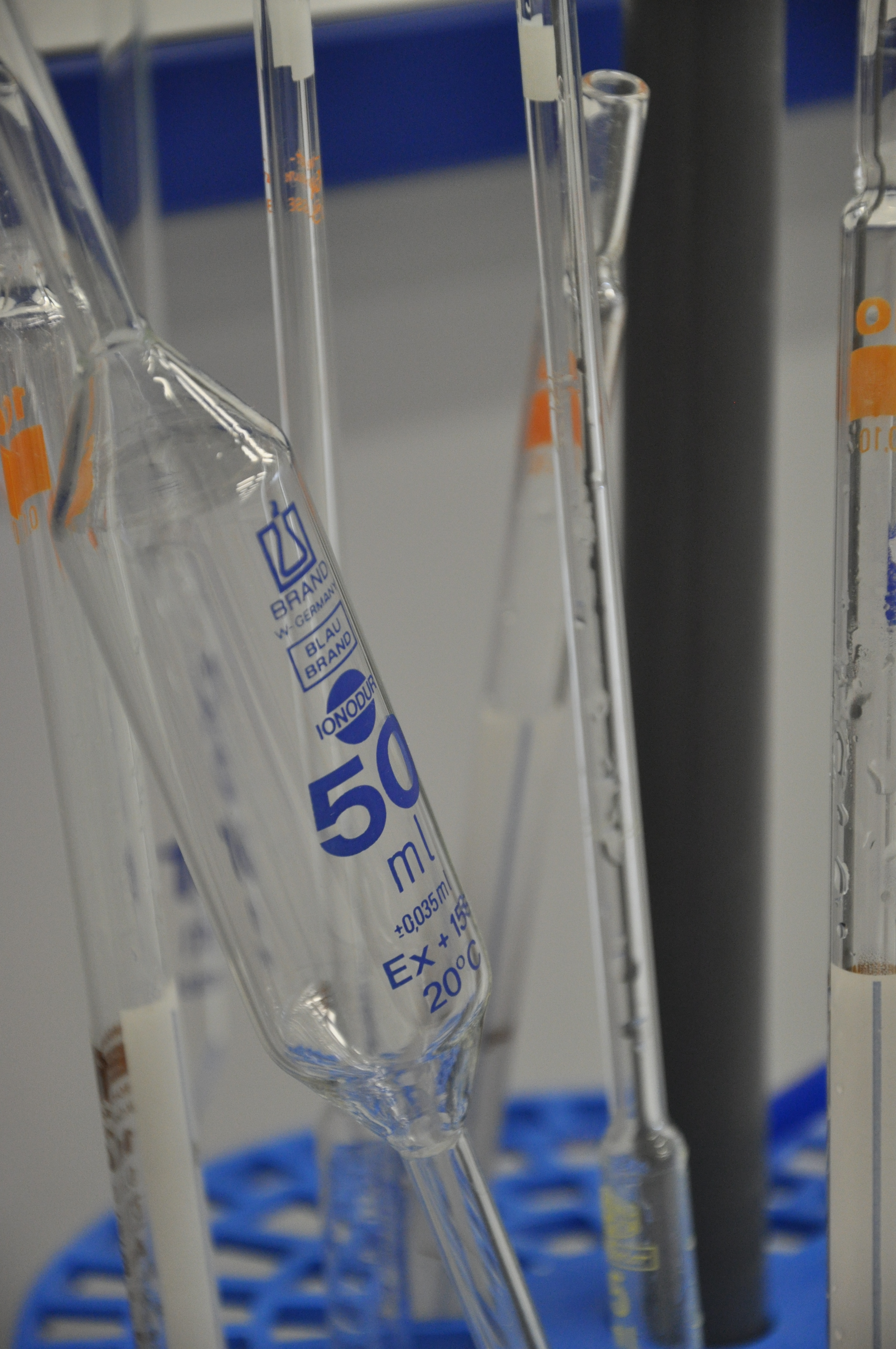
Een glazen volumetrische pipet

Een volumepipet of volumetrische pipet is speciaal ontworpen om één specifiek volume met hoge precisie over te pipetteren. Dit volume is niet bij te stellen zoals bij de air-displacementpipet. In tegenstelling tot de hoeveelheid vloeistof die opgezogen wordt, is vooral het volume dat juist uit de pipet loopt erg nauwkeurig bepaald. Volumepipetten zijn meestal van glas gemaakt. Vanwege de hoge precisie wordt de volumetrische pipet vooral gebruikt bij het voorbereiden van oplossingen voor bijvoorbeeld titratie. 
De volumepipet wordt in combinatie met een pipetteerballon gebruikt. In het verleden gebruikte men vaak geen pipetteerballon maar de mond. Dit is ten zeerste af te raden aangezien men met gevaarlijke stoffen in contact kan komen. Ook is deze methode minder precies dan die met de pipetteerballon.

## Mohrpipet
De mohrpipet lijkt op een volumetrische pipet, maar bevat maatstreepjes op de buitenkant, waardoor verschillende volumes zijn op te nemen. Mohrpipetten zijn minder precies dan volumetrische pipetten. Ze komen in verschillende groottes met maximale volumes voor, waarbij maximale volumes van 5 ml en 10 ml vaak voorkomen. Met behulp van een pipetteerballon wordt het volume geregeld, door de vloeistofstroom te stoppen als het gewenste volume is bereikt of terug te dringen als het gewenste volume is overschreden.

## Pasteurpipet

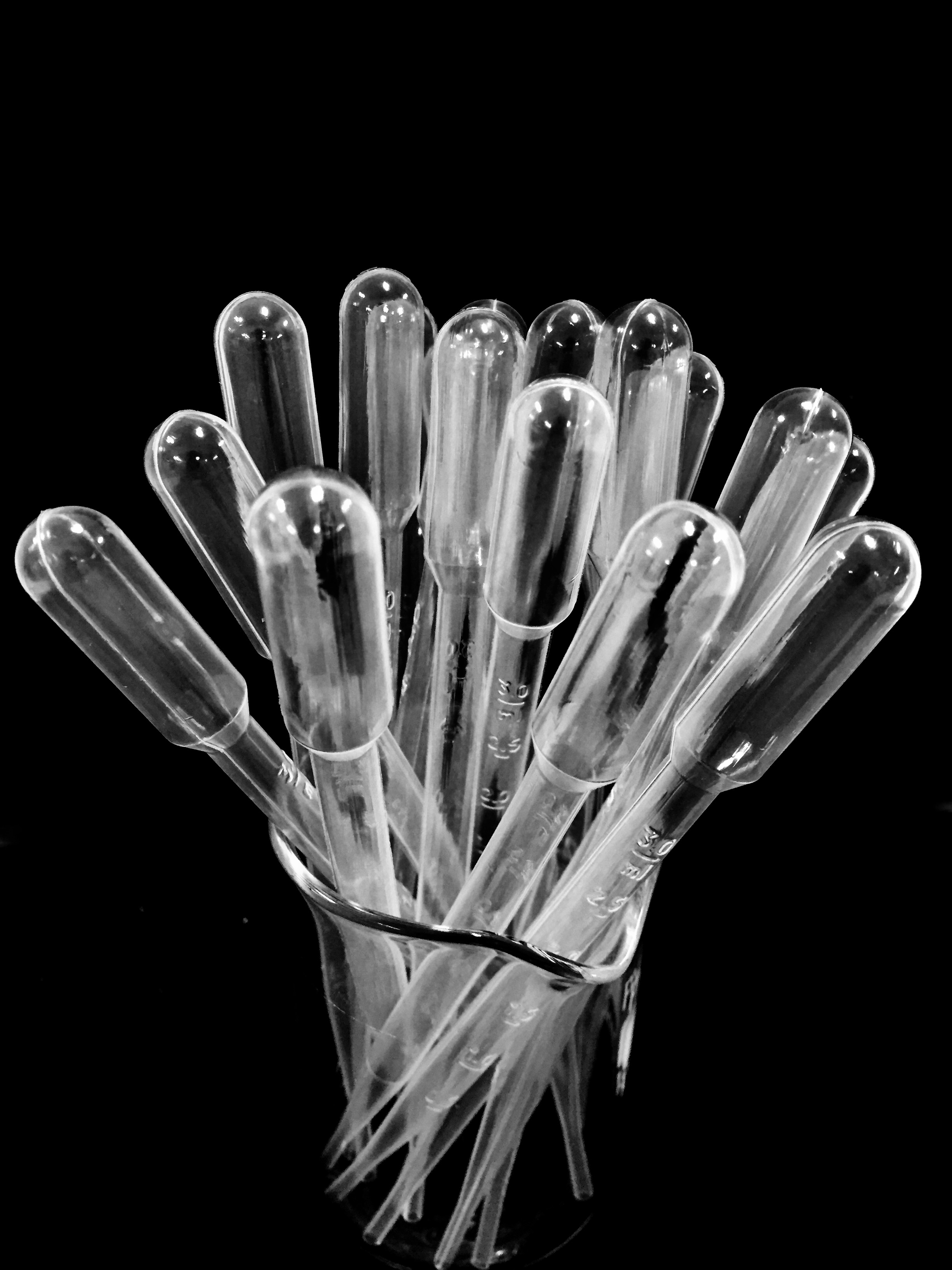
Een maatbeker met plastic pasteurpipetten

Pasteurpipetten zijn vernoemd naar chemicus Louis Pasteur. Het zijn niet-geijkte pipetten, hetgeen wil zeggen dat ze niet te gebruiken zijn voor een precieze hoeveelheid vloeistof. 
Ze zijn meestal gemaakt van glas en worden gebruikt in combinatie met kleine pipetteerballonnetjes.
Er bestaan echter ook plastic pasteurpipetten waarbij ballon en pipet één geheel vormen. De meeste organische oplosmiddelen kunnen echter niet met een plastic pipet worden opgezogen, omdat het plastic dan hierin opgelost wordt. 
Het volume van de pasteurpipet staat meestal op de pipet zelf vermeld, maar is niet erg nauwkeurig.
Pasteurpipetten zijn meestal bedoeld voor eenmalig gebruik. Ze worden gebruikt als men niet precies weet hoeveel van een stof nog nodig is om een bepaald effect te bereiken, en als het van belang is om met kleine hoeveelheden (druppels) te werken. Voorbeelden waarbij een pasteurpipet wordt gebruikt zijn het nauwkeurig aanvullen van maatkolven, of het geleidelijk veranderen van de pH van een oplossing.